# Stropharia aeruginosa
Stropharia aeruginosa (William Curtis, 1782 ex Lucien Quélet, 1872) din încrengătura Basidiomycota, în familia Strophariaceae și de genul Stropharia este o ciupercă comestibilă saprofită, denumită în popor burete șopârliță. Buretele crește în România, Basarabia și Bucovina de Nord în grupuri mai mici sau solitar pe cioturi și bușteni în putrefacție, lemn îngropat și pe așternutul de ace sau foi, preferat pe soluri acide, necalcaroase, sărace de nutrienți și azot. Se dezvoltă de la câmpie la munte în păduri de conifere, de foioase și în cele mixte, la marginile de drum ale lor, dar de asemenea prin grădini și parcuri, chiar și pe mulci sau rumeguș. Timpul apariției este din (august) septembrie până în noiembrie (decembrie).

## Taxonomie
Deși specia a fost descrisă de mai mulți micologi cunoscuți sub diverse denumiri (vezi infocasetă), cu toate acceptate sinonim, numele binomial însă este cel creat mai întâi de cunoscutul om de știință englez William Curtis  ca Agaricus aeruginosus, publicat în volumul 2 al marii sale opere Flora londinensis din 1782, apoi transferat de renumitul micolog francez Lucien Quélet la genul Stropharia, schimbând de acea numele generic, lăsând însă epitetul, de verificat în jurnalul micologic Mémoires de la Société d’Émulation de Montbéliard, volumul I, din 1872. Acest taxon este valabil până în prezent (2018).

## Descriere

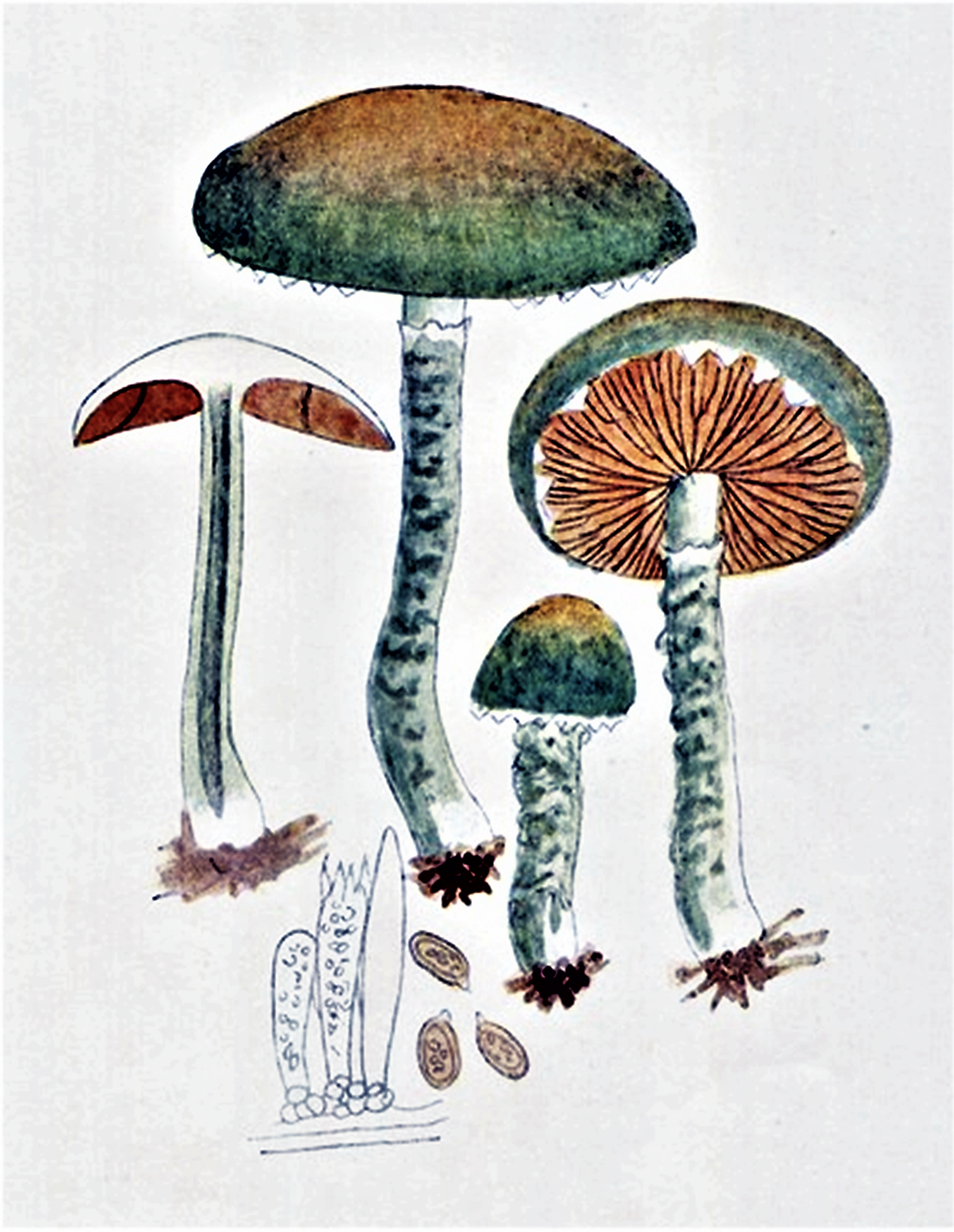
Bres. Stropharia aeruginosa

- Pălăria: are un diametru între 3 și 8 (11) cm, este destul de cărnoasă, inițial boltită semisferic cu marginile răsucite spre interior, apoi convexă și turtit cocoșată, la bătrânețe aplatizată, în mijloc cu un gurgui deseori proeminent. Cuticula, care se poate decojii foarte ușor, este netedă, foarte vâscoasă (rămânând chiar pe vreme uscată lipicioasă), acoperită în tinerețe cu fulgi albi care dispar cu timpul, începând în centru. Coloritul este verde până intens albastru-verzui, seamănă adesea coclelii. La bătrânețe se decolorează, atunci cu nuanțe brun-gălbuie. Marginea poartă pentru mult timp franjuri albicioase, ele și fulgii pe cuticulă fiind resturile vălului parțial.
- Lamelele: numai slab bombate stau îndesate, sunt destul de subțiri, bifurcate și cu lameluțe intercalate, cu vârfurile muchiilor albicioase, aderente precum ușor dințat-decurente la picior. Coloritul este la început gri-albicios până gri-brun, apoi gri-violet până brun-violet.
- Piciorul: are o înălțime de 4-8 cm și o lățime de 0,5-1,5 cm, este cilindric, fibros, nu rar îngroșat spre bază și repede gol pe dinăuntru. El posedă un inel pielos și canelat de culoarea lamelelor. Suprafața unsuroasă este netedă de la pălărie până la inel, dar alb flocos-scămoasă de acolo spre bază, coloritul fiind în tinerețe albastru-verzui, devenind cu timpul albui.
- Carnea: este albicioasă, destul de groasă și moale în pălărie, aproape niciodată atacată de viermi, iar în picior ceva fibroasă și de culoare verzuie până galben-verzuie. Mirosul este ușor de ciuperci cu nuanțe de mucegai, gustul de ridiche neagră. Cuticula trebuie să fie îndepărtată imediat după cules.[3][4]
- Caracteristici microscopice: are spori mici, netezi, elipsoidali până sub-elipsoidali, brun-liliaceei, cu o mărime de 7-9 x 4-5 microni. Basidiile cu 4 sterigme în formă de măciucă măsoară 25-30 x 6-8 microni. Cestoidele cu aspect de măciucă cărnoasă au o mărime de  30-40 x 8-10, iar celulele cilindric-capitate la muchiile lamelelor una de 40-75 x 7-10 microni.[7]
- Reacții chimice: nu sunt cunoscute.[8]

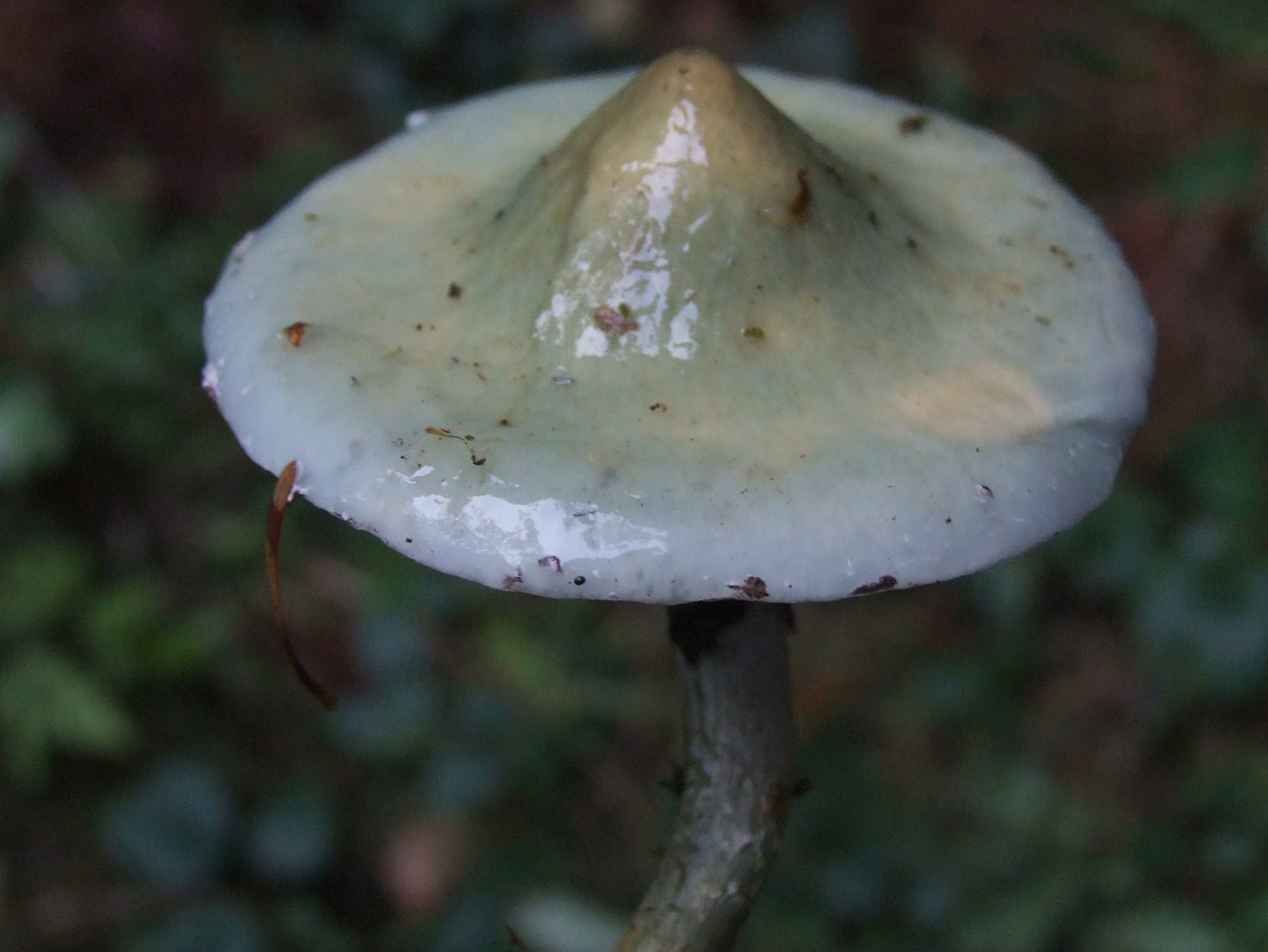
S. aeruginosa pălărie cu gurgui
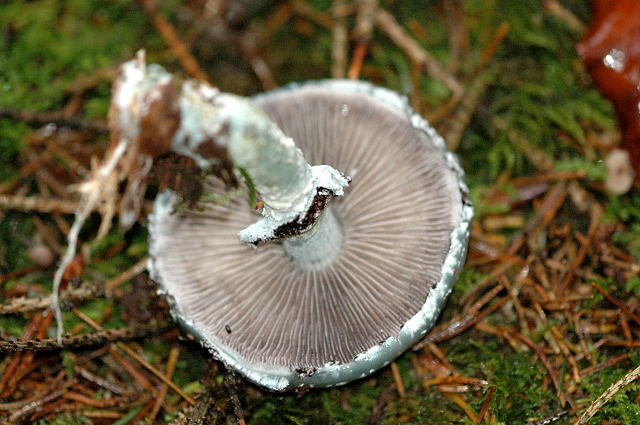
S. aeruginosa matură: lamele și picior
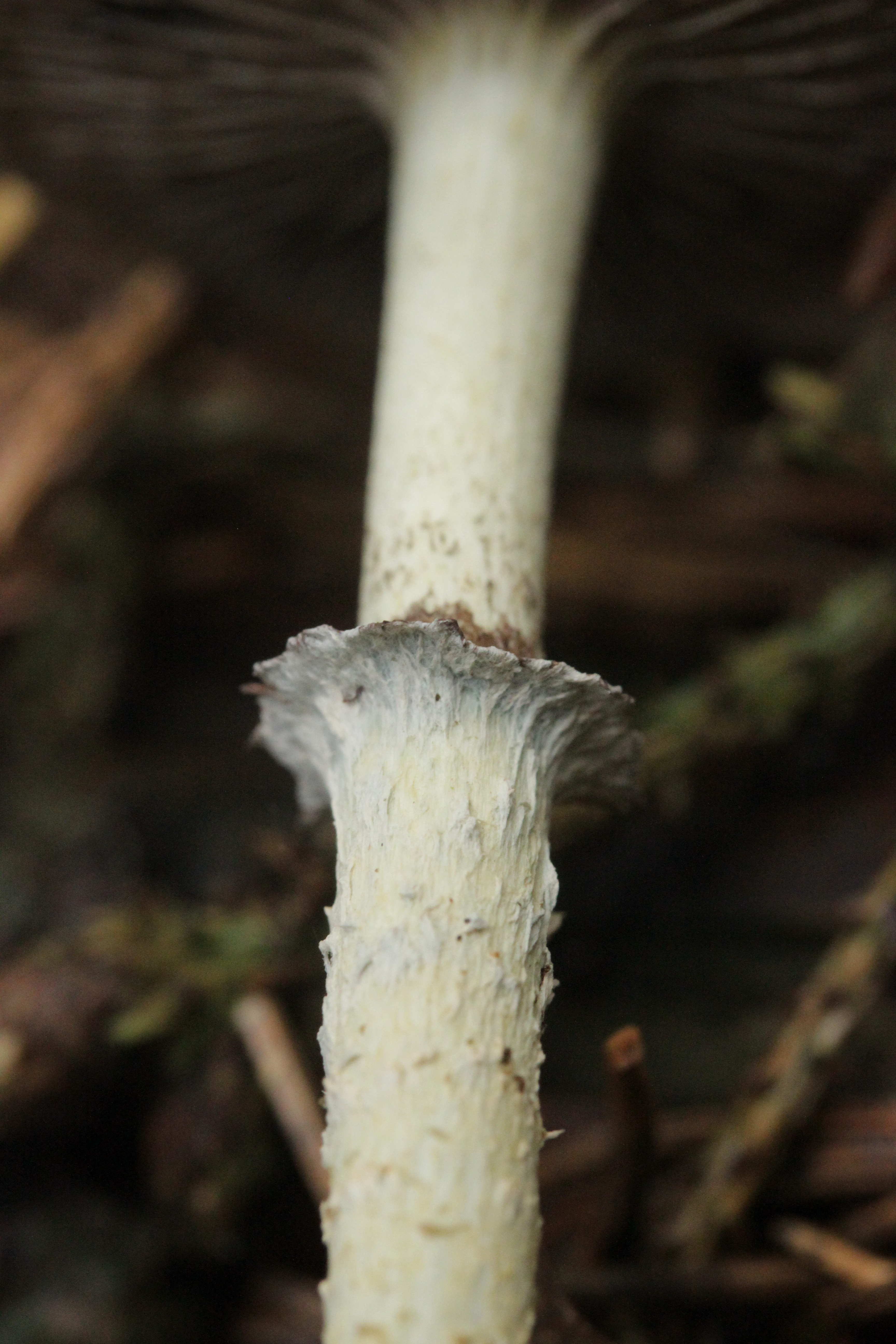
S. aeruginosa, zona inelară
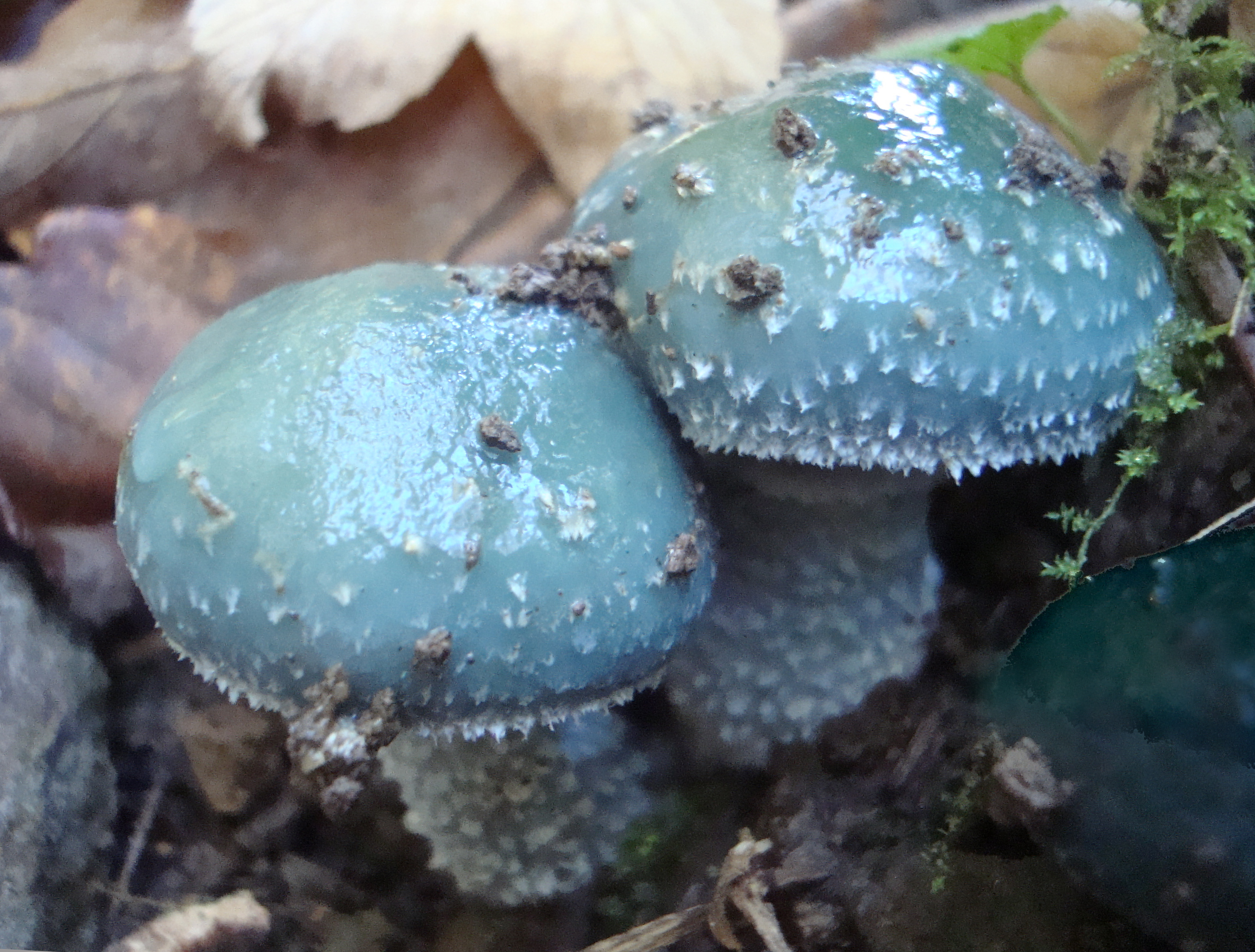
S. aeruginosa tinere
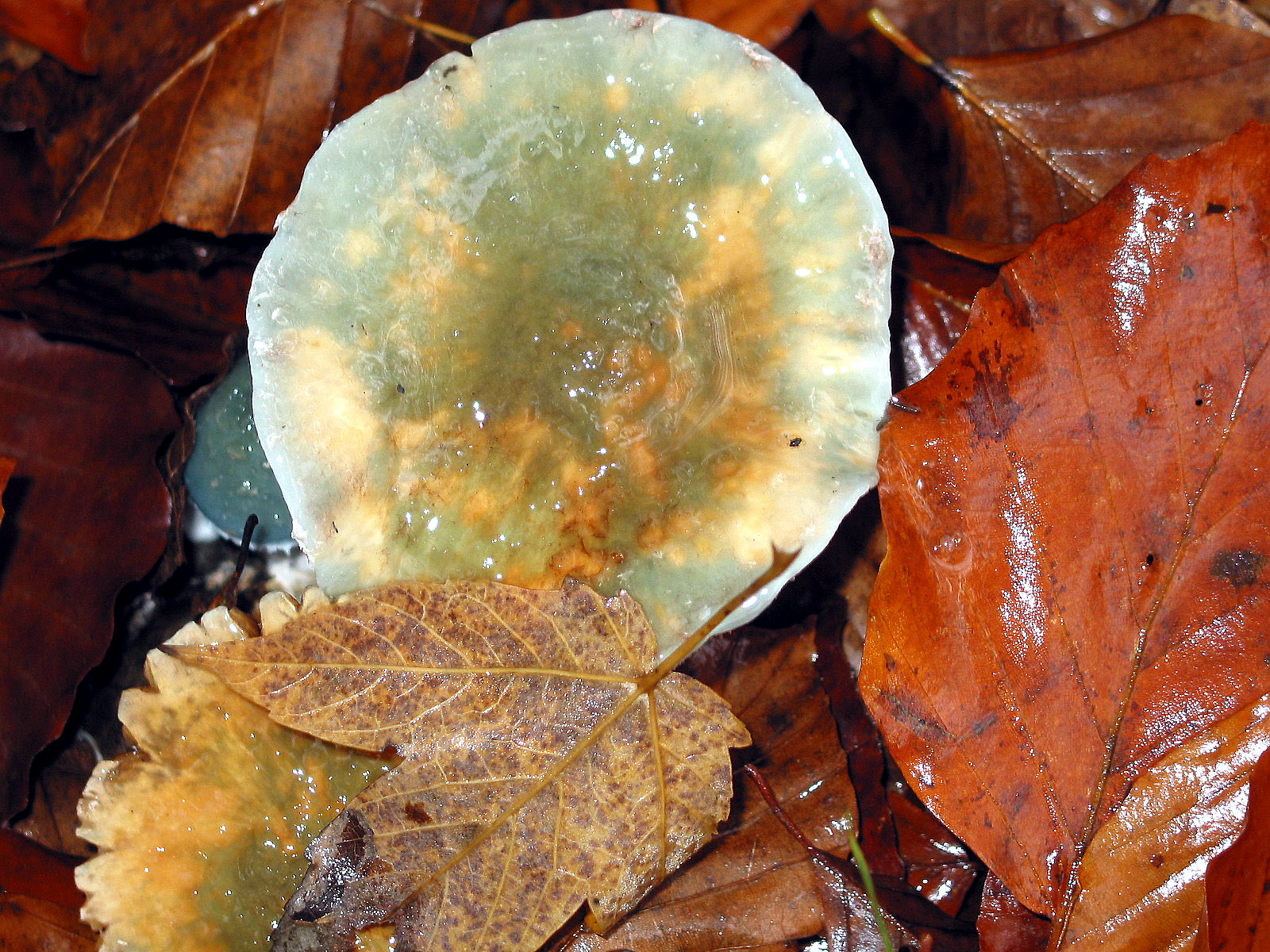
S. aeruginosa bătrână

## Confuzii
Datorită aspectului său aproape unic, buretele șopârlă poate fi confundat numai cu puține alte specii inofensive, ca de exemplu Clitocybe odora (comestibil, nevâscos, miros de anason, Stropharia caerulea sin. Stropharia cyanea (comestibil, foarte asemănător, fără inel, miros de ridichii) sau Stropharia pseudocyanea (fără valoare culinară, mai deschis în culoare, miros de piper).

## Specii asemănătoare în imagini

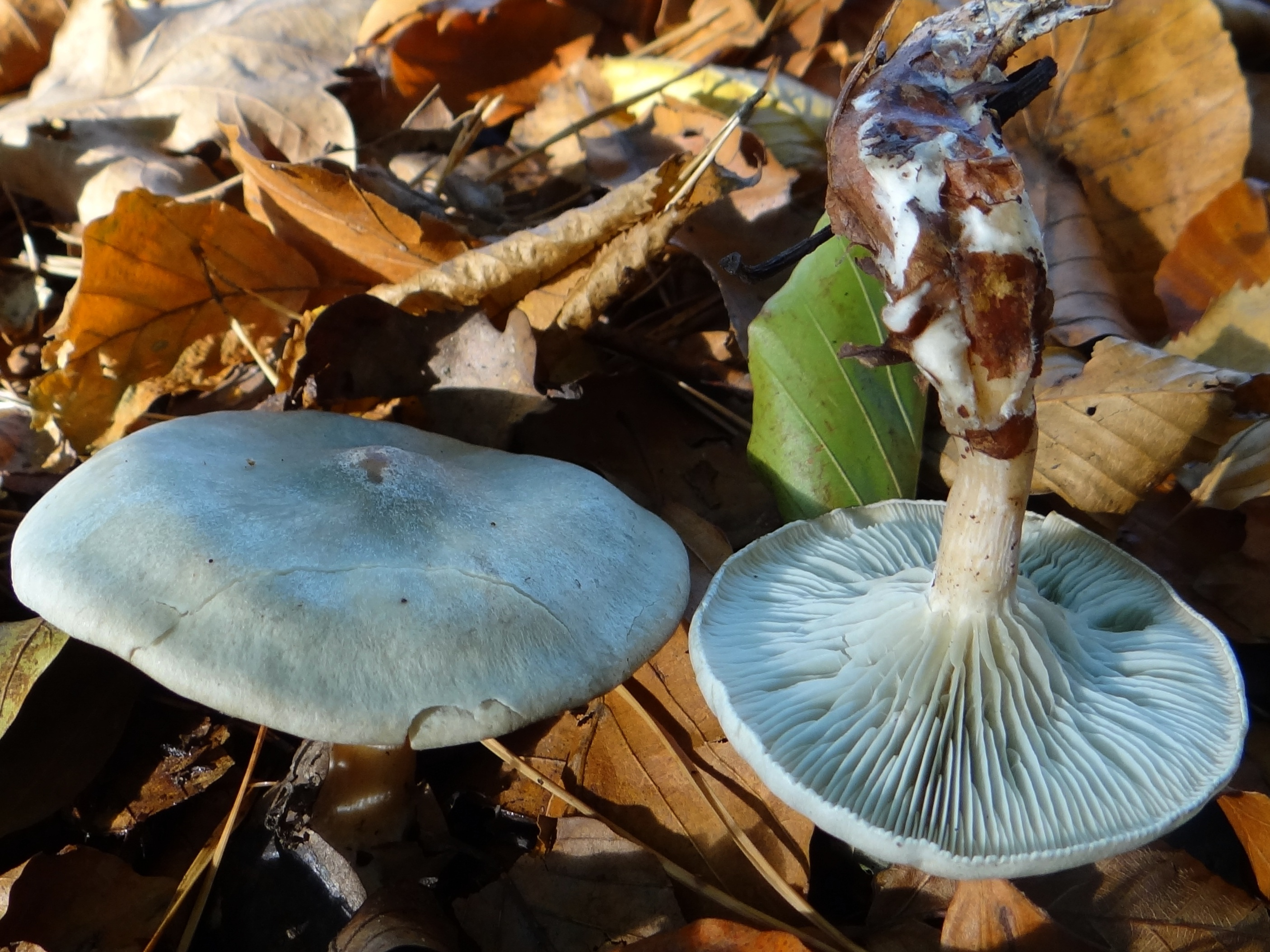
Clitocybe odora
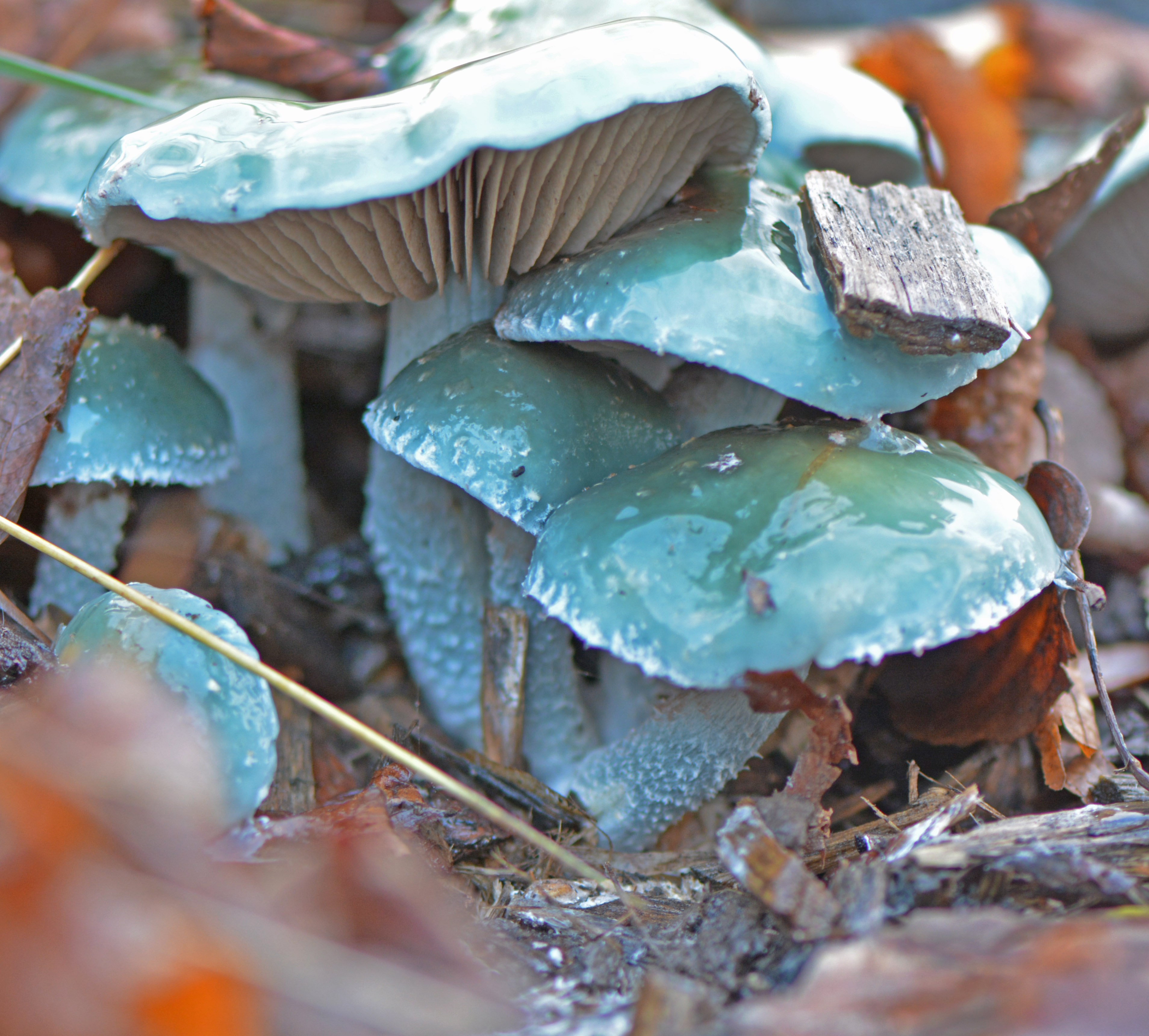
Stropharia caerulea
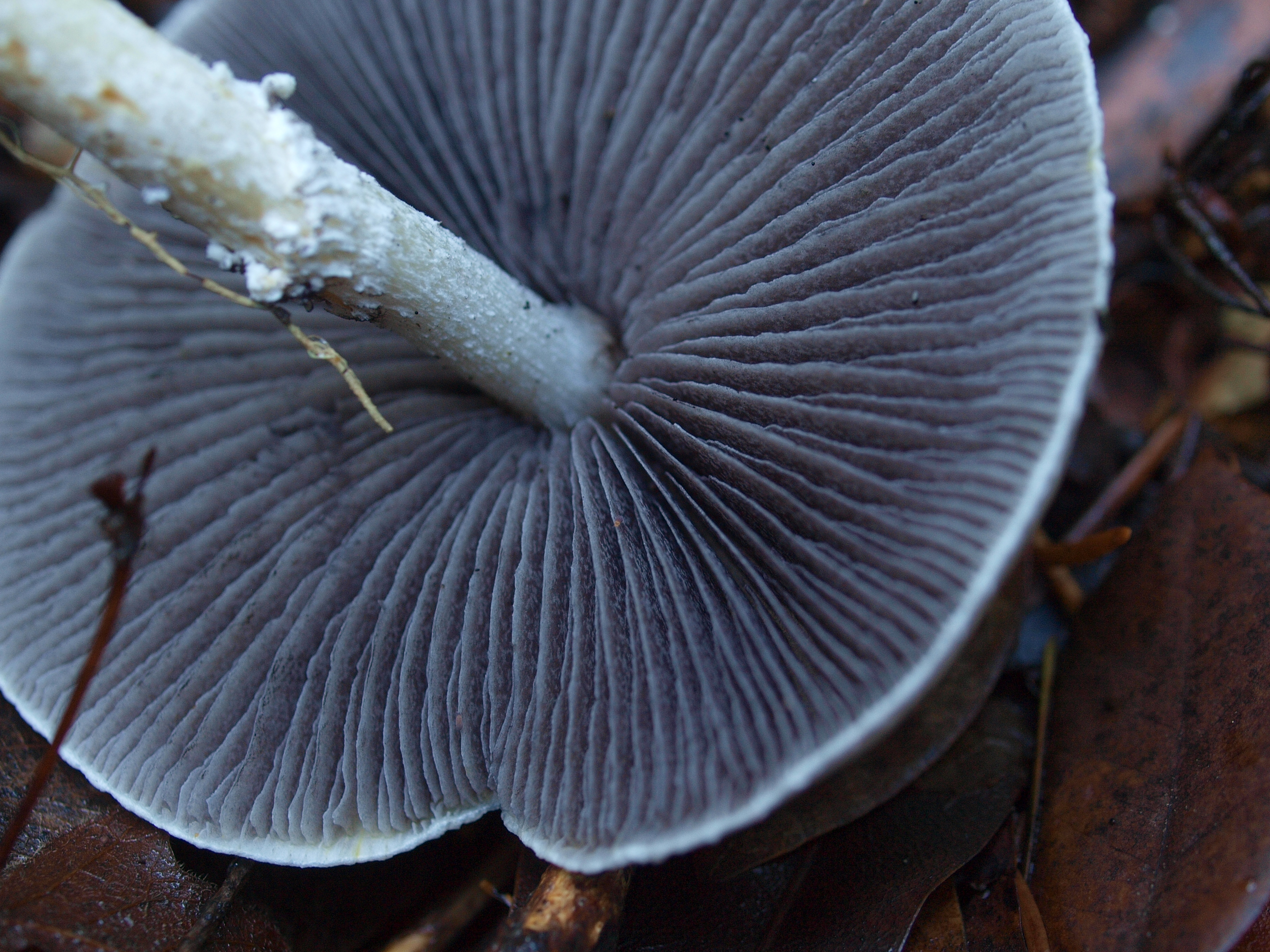
Stropharia pseudocyanea

## Valorificare
Din cauza gustului și a mirosului, bureții șopârlă nu se potrivesc bine pregătiți singuri, dar pot fi adăugați la mâncăruri cu alte ciuperci, pentru că atunci preiau savoareacelelalte-lor soiuri adăugate. De asemenea, conservarea în oțet este posibilă. Se folosește doar pălăria decojită deja imediat după cules.